# Michael Malarkey
Michael Malarkey (Beirut, 21 giugno 1983) è un attore e compositore statunitense, conosciuto per il ruolo di Enzo St. John nelle serie televisiva americana The Vampire Diaries.

## Biografia
Michael Malarkey nasce a Beirut, in Libano, da padre americano di origini irlandesi e da madre inglese di origini Palestinesi. Nel 2006, dopo aver vissuto la prima fase della sua vita in Ohio (USA) con la famiglia, si trasferisce a Londra per studiare recitazione alla London Academy of Music and Dramatic Art. Qui, inizia la sua carriera da attore recitando in rappresentazioni teatrali e musical. Nel 2009 e nel 2012 recita nei cortometraggi Good Morning Rachel e Ghost Machine e nel 2013 nel film direct-to-video Impirioso.
Nel 2014 entra a far parte del cast della serie TV americana The Vampire Diaries interpretando il vampiro Enzo, dapprima come personaggio ricorrente in circa 10 episodi della quinta stagione, in un secondo momento (nella sesta stagione) come membro regolare del cast dopo avere guadagnato grande fama tra il pubblico.

## Vita privata
Malarkey è sposato dal 2009 con l'attrice inglese Nadine Lewington, la coppia ha due figli.

## Filmografia

### Cinema
- Impirioso, regia di Sarah Baker (2013)
- A Violent Separation, regia di Michael Goetz e Kevin Goetz (2019)

### Televisione
- Curiosity – serie di documentari, episodio 1x04 (2011)
- Dark Matters: Twisted But True – serie di documentari, 2 episodi (2012)
- The Selection, regia di Alex Graves – film TV (2013)
- Raw – serie TV, 4 episodi (2013)
- The Vampire Diaries – serie TV, 72 episodi (2013-2017) Enzo St. John
- Mr. Sloane – serie TV, episodi 1x04 e 1x06 (2014)
- Jean-Claude Van Johnson - serie TV, episodi 1x2 (2017)
- The Oath - serie TV, 13 episodi (2018-2019)
- Project Blue Book - serie TV, 20 episodi (2019-2020)
- Westworld - Dove tutto è concesso (Westworld) – serie TV, 4 episodi (2022)
- The Night Agent - serie TV, episodio 2x04 (2025)

## Discografia

### EP
- Feed The Flames
- Knots
- “Captain Solitaire”

### LP
- “Mongrels”

## Teatro
- Inches Apart (2009)
- Spring Storm (2010)
- Beyond the Horizon (2010)
- Million Dollar Quartet - Musical (2011)
- The Intervention (2012)
- Il grande Gatsby (2012)

## Doppiatori italiani
Nelle versioni in italiano dei suoi film, Michael Malarkey è stato doppiato da:
- Alessio Cigliano in The Vampire Diaries , Law & Order: Organized Crime
- Andrea Mete in The Vampire Diaries (ep.5x09)
- Federico Di Pofi in Project Blue Book
- Alessandro Capra in Westworld - Dove tutto è concesso
- Raffaele Proietti in The Night Agent